# روساريو
روساريو (Rosario) هي أكبر مدن محافظة سانتا في في الأرجنتين، وثالث أكثر مدن الأرجنتين اكتظاظاً بالسكان بعد بوينس آيرس وكوردوبا، حيث يبلغ عدد سكانها 910000 نسمة. تقع شمال غرب مدينة بوينس آيرس، التي تبعد عنها بمسافة 310 كم، غرب نهر بارانا. مساحتها 178 كم2 اشتهرت المدينة بأن الثائر المعروف تشي جيفارا ولد فيها عام 1928 واللاعب ليونيل ميسي عام 1987.
غالبيَّة سكان المدينة لها أصول أوروبية، الأكثر شيوعا هم من أصول إيطالية وإسبانية. وتشمل كذلك أصول أوروبية أخرى كالألمانية والآيرلندية، والبرتغالية، والفرنسية، والكرواتية والإنكليزية ومن بلاد الغال. في التسعينات، كانت موجة هجرة صغيرة من رومانيا وأوكرانيا. وكان لمهاجرين من أصول سورية ولبنانية وأرمينيَّة وجود كبير في التجارة والحياة المدنية منذ بداية القرن العشرين.

## المناخ
يظهر الجدول التالي التغييرات المناخية على مدار السنة لروساريو:
| البيانات المناخية لـروساريو | البيانات المناخية لـروساريو | البيانات المناخية لـروساريو | البيانات المناخية لـروساريو | البيانات المناخية لـروساريو | البيانات المناخية لـروساريو | البيانات المناخية لـروساريو | البيانات المناخية لـروساريو | البيانات المناخية لـروساريو | البيانات المناخية لـروساريو | البيانات المناخية لـروساريو | البيانات المناخية لـروساريو | البيانات المناخية لـروساريو | البيانات المناخية لـروساريو |
| الشهر | يناير                       | فبراير                      | مارس                        | أبريل                       | مايو                        | يونيو                       | يوليو                       | أغسطس                       | سبتمبر                      | أكتوبر                      | نوفمبر                      | ديسمبر                      | المعدل السنوي               |
| --- | --------------------------- | --------------------------- | --------------------------- | --------------------------- | --------------------------- | --------------------------- | --------------------------- | --------------------------- | --------------------------- | --------------------------- | --------------------------- | --------------------------- | --------------------------- |
| الدرجة القصوى °م (°ف) | 40.5 (104.9)                | 39.3 (102.7)                | 37.0 (98.6)                 | 33.8 (92.8)                 | 32.9 (91.2)                 | 29.0 (84.2)                 | 31.6 (88.9)                 | 36.1 (97.0)                 | 37.3 (99.1)                 | 37.7 (99.9)                 | 37.6 (99.7)                 | 40.3 (104.5)                | 40.5 (104.9)                |
| متوسط درجة الحرارة الكبرى °م (°ف) | 30.8 (87.4)                 | 29.2 (84.6)                 | 27.4 (81.3)                 | 23.5 (74.3)                 | 19.9 (67.8)                 | 16.6 (61.9)                 | 16.2 (61.2)                 | 18.9 (66.0)                 | 20.9 (69.6)                 | 24.2 (75.6)                 | 27.1 (80.8)                 | 29.6 (85.3)                 | 23.7 (74.7)                 |
| المتوسط اليومي °م (°ف) | 24.6 (76.3)                 | 23.2 (73.8)                 | 21.4 (70.5)                 | 17.3 (63.1)                 | 13.8 (56.8)                 | 10.7 (51.3)                 | 10.0 (50.0)                 | 12.1 (53.8)                 | 14.5 (58.1)                 | 18.1 (64.6)                 | 21.0 (69.8)                 | 23.4 (74.1)                 | 17.5 (63.5)                 |
| متوسط درجة الحرارة الصغرى °م (°ف) | 18.4 (65.1)                 | 17.5 (63.5)                 | 16.0 (60.8)                 | 12.1 (53.8)                 | 8.7 (47.7)                  | 6.0 (42.8)                  | 4.8 (40.6)                  | 6.2 (43.2)                  | 8.3 (46.9)                  | 12.0 (53.6)                 | 14.7 (58.5)                 | 17.2 (63.0)                 | 11.8 (53.2)                 |
| أدنى درجة حرارة °م (°ف) | 7.0 (44.6)                  | 5.0 (41.0)                  | 3.0 (37.4)                  | −0.9 (30.4)                 | −6.1 (21.0)                 | −7.8 (18.0)                 | −6.9 (19.6)                 | −7.8 (18.0)                 | −4.8 (23.4)                 | −1.2 (29.8)                 | 1.8 (35.2)                  | 5.1 (41.2)                  | −7.8 (18.0)                 |
| الهطول مم (إنش) | 111.8 (4.40)                | 120.6 (4.75)                | 144.8 (5.70)                | 111.8 (4.40)                | 59.0 (2.32)                 | 27.7 (1.09)                 | 24.7 (0.97)                 | 32.4 (1.28)                 | 47.4 (1.87)                 | 108.5 (4.27)                | 112.3 (4.42)                | 120.6 (4.75)                | 1٬021٫6 (40.22)             |
| متوسط أيام هطول الأمطار (≥ 0.1 mm) | 7.9                         | 7.6                         | 8.1                         | 8.2                         | 5.2                         | 4.7                         | 4.1                         | 4.2                         | 5.3                         | 8.9                         | 8.6                         | 9.4                         | 82.2                        |
| متوسط الرطوبة النسبية (%) | 68.2                        | 73.7                        | 77.2                        | 80.0                        | 81.1                        | 82.2                        | 79.6                        | 74.7                        | 70.6                        | 70.4                        | 67.9                        | 67.2                        | 74.4                        |
| ساعات سطوع الشمس الشهرية | 313.1                       | 271.2                       | 244.9                       | 216.0                       | 189.1                       | 150.0                       | 164.3                       | 201.5                       | 201.0                       | 232.5                       | 270.0                       | 291.4                       | 2٬745                       |
| نسبة وصول أشعة الشمس | 73                          | 71                          | 64                          | 64                          | 58                          | 50                          | 52                          | 59                          | 56                          | 58                          | 65                          | 65                          | 61                          |
| المصدر #1: Servicio Meteorológico Nacional ‏ |                             |                             |                             |                             |                             |                             |                             |                             |                             |                             |                             |                             |                             |
| المصدر #2: Meteo Climat (record highs and lows), Oficina de Riesgo Agropecuario (March, April, October, November and December record high, and July, September, October and December record low), UNLP (sun only) |                             |                             |                             |                             |                             |                             |                             |                             |                             |                             |                             |                             |                             |

## توأمة
لروساريو اتفاقيات توأمة مع كل من:
- كامبو غراندي
- ألساندريا (1988 - )[24]
- أسونسيون (1993 - )[24]
- بلباو (1988 - )[24]
- برشلونة
- كاراكاس (1998 - )[24]
- كونثبثيون
- داكار (1998 - )[24]
- حيفا (1988 - )[24]
- إمبيريا (1987 - )[24]
- مانيزاليس (1998 - )[24]
- بيسكو، بيرو (1986 - )[24]
- شانغهاي (1997 - )[24]
- فالبارايسو (1994 - )[24]
- سانتياغو دي كوبا (1993 - )[24]
- كوينكا (2011 - )[24]
- مدينة الكويت (2011 - )[24]
- ميديلين (2011 - )[24]
- مونتيري (1993 - )[24]
- مونتفيدو (1998 - )[24]
- بيرايوس (1993 - )[24]
- بورتو أليغري (1994 - )[24]
- سانتا كروز دي لا سييرا (1998 - )[24]
- سانتو دومينغو (1998 - )[24]
- تورينو (2013 - )[24]
- مدينة مكسيكو (2010 - )

## أعلام
- أوكتافيو دياز
- جوليو ليبوناتي
- ماورو إيكاردي
- فيسنتي دي لا ماتا ماتا
- تشي جيفارا
- راؤول بيلين
- ليونيل ميسي
- أنتونيلا روكوزو
- ماكسي رودريغيز
- أنخيل دي ماريا
- خوان إنريكي هايز